# Patrizia Guarnieri
Patrizia Guarnieri (Firenze, 16 giugno 1954) è una storica italiana.

## Biografia
Laureata in filosofia all'Università degli Studi di Firenze, dopo molteplici esperienze di ricercatrice e docente in Italia e all'estero, dal 2004 insegna storia contemporanea nell'ateneo fiorentino. I suoi studi hanno riguardato i temi della salute mentale (con particolare riguardo a quella materno-infantile), la storia della criminalità, quella della medicina, la storia delle donne, quella della migrazione intellettuale particolarmente quella degli ebrei italiani durante il fascismo. 
Tra il 2005 e il 2008 ha fatto parte del direttivo della Società italiana delle storiche e tra il 2009 e il 2013 del comitato esecutivo della Society for the History of Children and Youth. Attualmente è  membro della Società italiana per lo studio della storia contemporanea, dell'Associazione di studi italoamericani, della European University Institute Alumni Association, della European Association for the History of Medicine and Health e della Società britannica di studi italiani.
Suoi saggi sono apparsi sulla Nuova Antologia, sul Giornale critico della filosofia italiana, su Passato e presente. Rivista di storia contemporanea. Ha redatto la bibliografia completa degli scritti di Cesare Luporini fino al 1979 (in Filosofia e politica: scritti dedicati a Cesare Luporini, Firenze, La Nuova Italia, 1981, pp. 419-456). Il suo libro L'ammazzabambini, edito da Einaudi nel 1988 nella collana Microstorie, è stato tradotto in inglese (A case of child murder: law and science in Nineteenth-Century Tuscany, Cambridge, Polity Press, 1993) e riedito da Laterza nel 2006 e 2014.

## Opere
- Patrizia Guarnieri, Luigi Credaro, Sondrio, Societa storica valtellinese, 1979.
- Patrizia Guarnieri, Filosofia e scuola nell'età giolittiana, Torino, Loescher, 1980.
- Patrizia Guarnieri, La «Rivista filosofica» (1899-1908), Firenze, La Nuova Italia, 1981.
- Patrizia Guarnieri, Introduzione a James, Roma-Bari, Editori Laterza, 1985.
- Patrizia Guarnieri, Individualita difformi, prefazione di Claudio Pogliano, Milano, FrancoAngeli, 1986.
- Patrizia Guarnieri, L'ammazzabambini, Torino, Giulio Einaudi Editore, 1988.
- Patrizia Guarnieri, La storia della psichiatria, Firenze, Leo S. Olschki, 1990.
- Patrizia Guarnieri (a cura di), In scienza e coscienza, Roma, Carocci Editore, 2009.
- Patrizia Guarnieri, Senza cattedra, Firenze, Firenze University Press, 2012.
- Patrizia Guarnieri, Italian psychology and Jewish emigration under fascism, New York, Palgrave Macmillan, 2016.
- Patrizia Guarnieri (a cura di), L'emigrazione intellettuale dall'Italia fascista, Firenze, Firenze University Press, 2019.
- Patrizia Guarnieri (a cura di), Uscire dall'insopportabile, Trento, Fondazione Museo storico del Trentino, 2021.